# Liste des députés de la XVe législature de la Troisième République française
 (mai 2025).
Cette liste recense les personnes qui ont assuré un mandat de député au cours de la XVe législature de la IIIe République.
- Haut – A
- B
- C
- D
- E
- F
- G
- H
- I
- J
- K
- L
- M
- N
- O
- P
- Q
- R
- S
- T
- U
- V
- W
- X
- Y
- Z

## A
- Léon Abrami
- François Albert dit François-Albert
- Fabien Albertin
- Jean Marius Alès
- Jean-Baptiste Amat
- Toussaint Ambrosini
- Camille Amet
- Adrien André

## B
- Jean Bartolini
- Jean Boivin-Champeaux
- Georges Bonnet

## C
- Marcel Cachin
- Pierre Cot

## D
- Édouard Daladier
- Yvon Delbos
- Joseph Denais
- Pierre Dézarnaulds

## E
- Paul Elbel
- Charles Elsaesser
- Fernand Engerand
- Emmanuel Évain
- Raoul Évrard
- Laurent Eynac

## F
- Jean Fabry
- Henri Falcoz
- Maxime Fauchon
- René André Louis Joseph Faure
- Pétrus Faure
- Émile Faure
- Julien Fayolle
- Louis Fays
- René Fayssat
- Jean Félix
- Raymond Férin
- Jean Fernand-Laurent

## G
- Lucien Génois
- Félix Gouin

## H
- Édouard Herriot

## I
- Albert Inghels
- Vincent Inizan

## J
- Auguste Jacot
- Paul Jacquier
- Louis Jacquinot
- Robert Jardel
- Robert Jardillier
- Alexis Jaubert
- Renaud Jean
- André Join-Lambert
- André Jouffrault
- Jacques de Juigné
- Alfred Jules-Julien

## K
- Oswen de Keroüartz

## L
- Joseph Laniel
- Joseph Lecacheux
- André Liautey

## M
- Clovis Henri Dominique Macouin
- lfred Jacques Wulfrand Maës
- Henri Léopold Eugène Mahagne
- Henri Jean-Claude Eugène Malet
- Paul Marie Elie Malingre
- André Mallarmé
- Ernest Jean Marie Malric
- Louis-Jean Paul Marc Malvy
- Georges Mandel
- Gaston Manent
- Paul Marie Henri Joseph Marchandeau
- Philippe Marcombes
- Alfred Margaine
- André Marie
- Louis Marin
- Adrien Marquet
- Louis Raoul Edouard Marsais
- Louis Martel
- Gaston Martin
- Léon Martinaud-Déplat
- Émile Claude Antoine Massé
- Paul Dominique Massimi
- Hippolyte Masson
- Robert Mauger
- Henri Maupoil
- Pierre Marie Mazé
- Georges Mazerand
- Henri Meck
- Jean Médecin
- Henri Mège
- André Gervais Paul Albert Mellenne
- Guy Henri Victor Menant
- Pierre Mendès France
- Georges Ménier
- Francis Merlant
- Camille Joseph Nicéphore Mermod
- Georges Eugène Métayer
- Léon Meyer
- Pierre Michel
- Augustin Michel
- Lucien Midol
- Edmond Miellet
- Jean Mistler
- Paul Mistral
- Jules Mitton
- Jules Moch
- Marc de Molènes
- Jean Molinié
- Édouard Marius Joseph Moncelle
- Lucien Henri Monjauvis
- Gaston Monnerville
- Georges Monnet
- Barthelémy Marius Montagnon
- Hubert de Montaigu
- Jean Auguste Montigny
- Robert Montillot
- Anatole de Monzie
- Ferdinand Morin
- Émile Morinaud
- Pierre Mortier
- Jean-Pierre Mourer
- Léonel Marie Ghislain Alfred de Moustier
- Marius Moutet
- Georges Pierre Moutet

## N
- Albert Nast
- Louis Nicolle
- Jean Niel
- Bertrand Nogaro
- Henri Nominé
- Georges Nouelle

## O
- Alfred Oberkirch
- Claude Ollier
- Adrien Oudin
- Ernest Outrey

## P
- Joseph Paganon
- Paul Painlevé
- Maurice Palmade
- Joseph Parayre
- Jean Payra
- Maurice Petsche

## Q
- Bernard Quénault de la Groudière
- Jean Quenette
- Louis Quesnel
- Henri Queuille

## R
- Arthur Ramette
- François Reille-Soult
- Paul Reynaud
- Louis Rollin
- Joseph Rous

## S
- Robert Schuman

## T
- Maurice Thorez

## U
- Jules Uhry
- Marcel Ulrich

## V
- Théodore Valensi
- Sabinus Valière
- Xavier Vallat
- Pierre Vallette-Viallard
- Marcel Vardelle
- Alexandre Varenne
- Constant Verlot
- Alfred Vernay
- Raymond Vidal
- Pierre Vidal
- Joseph Vidal
- Pierre Viénot
- Antoine Villedieu
- Maurice Paul Vincent
- Léon Vincent
- Émile Vincent
- Maurice Voirin

## W
- Alfred Wallach
- Michel Walter
- Georges Weill
- François de Wendel
- Alex Wiltzer
- Jules Wolff

## Y
- Jean Ybarnégaray
- Albert Yvon

## Z
- Jean Zay